# 다카라즈카 가극단 96기생
다카라즈카 가극단 96기생은 2008년 4월에 다카라즈카 음악학교에 입학, 2010년 3월에 다카라즈카 가극단에 입단한 38명을 가리킨다.

## 개요
2008년 음악학교 수험생은 854명, 합격자 40명. 합격률 21.38 : 1.
초무대 연목은 키리야 히로무ㆍ아오노 유키 톱 콤비 대극장 오히로메 츠키구미 공연「THE SCARLET PIMPERNEL」.
2010년 5월 19일자로 조배속이 되었다.
| 신인공연      | 바우홀      | 동상공연      | 대극장      | 에트와르        |
| ------------- | ----------- | ------------- | ----------- | --------------- |
| 유우나미 케이 | 카즈키 소라 | 카즈키 소라   | 유메카 아미 | 카즈키 소라     |
| 유메나 루네   | 시도 류     | 아사즈키 키와 |             | 카노 마리아     |
| 카즈키 소라   | 카노 마리아 | 사키히 미유   |             | 오토하네 에미   |
| 시도 류       | 사키히 미유 | 키사키 아이리 |             | 사라사 나치     |
| 카노 마리아   | 유메카 아미 |               |             | 아사즈키 키와   |
| 카노하 토키   |             |               |             | 유메카 아미     |
| 사키히 미유   |             |               |             | 히메하나 유키노 |
| 유메카 아미   |             |               |             | 오토사키 이츠키 |
| 아사즈키 키와 |             |               |             | 세토하나 마리   |
| 키사키 아이리 |             |               |             |                 |

## 학생 퇴학 문제
2008년, 음악학교에 입학한 학생 한 명이 본과 재학 중, 퇴학 처분을 받아 자퇴를 함. (후에 복학하여 98기생으로 졸업하지만 입단은 하지 않았다.)
한명이 예과 재학 중에 퇴학 처분을 받았다. 퇴학 처분을 받은 생도가 동기생의 허위보고로 인해 퇴학처분을 받은 것이라며, 음악학교를 피고로 하는 소송을 제기했다. 판결의 결과, 퇴학 처분은 없는 것으로 하고 졸업 자격은 인정하지만, 중재 조항에 따라 학생은 입단하지 않는다. (세부내용은 다카라즈카 음악학교 96기생 퇴학문제를 참고)

## 주요 학생

### OG
- 카노 마리아 : 전 하나구미 톱여역
- 사키히 미유 : 전 유키구미 톱여역
- 아사즈키 키와 : 전 유키구미 톱여역
- 키사키 아이리 : 전 호시구미 톱여역
- 유우나미 케이 : 전 하나구미 남역
- 카즈키 소라 : 전 유키구미 남역
- 시도 류 : 전 소라구미 남역
- 카노하 토키 : 전 츠키구미 여역
- 유메카 아미 : 전 유키구미 여역

### 현역
- 유메나 루네 : 츠키구미 남역

## 일람
| 예명            | 생일      | 출신지                  | 출신 학교                        | 신장(cm) | 애칭             | 역할 | 퇴단년도 | 비고                     |
| --------------- | --------- | ----------------------- | -------------------------------- | -------- | ---------------- | ---- | -------- | ------------------------ |
| 夢華あみ        | 6월 19일  | 치바현 치바시           | 케이오기주쿠여자고교             | 164.5    | 아미             | 여역 | 2014년   | 친척 아야나 마이 (78)    |
| 유메카 아미     | 6월 19일  | 치바현 치바시           | 케이오기주쿠여자고교             | 164.5    | 아미             | 여역 | 2014년   | 친척 아야나 마이 (78)    |
| 和希そら        | 10월 5일  | 오카야마현 오카야마시   | 시립쿄쿠토중학                   | 168      | 카즈             | 남역 | 2024년   |                          |
| 카즈키 소라     | 10월 5일  | 오카야마현 오카야마시   | 시립쿄쿠토중학                   | 168      | 카즈             | 남역 | 2024년   |                          |
| 空波輝          | 10월 2일  | 효고현 산다시           | 고베류코쿠중학                   | 168      | 치코             | 남역 | 2012년   |                          |
| 소라나미 코우   | 10월 2일  | 효고현 산다시           | 고베류코쿠중학                   | 168      | 치코             | 남역 | 2012년   |                          |
| 優波慧          | 6월 7일   | 도쿄도 오오타구         | 덴엔쵸후후타바고교               | 171      | 시오, 다시       | 남역 | 2022년   |                          |
| 유우나미 케이   | 6월 7일   | 도쿄도 오오타구         | 덴엔쵸후후타바고교               | 171      | 시오, 다시       | 남역 | 2022년   |                          |
| 乙羽映見        | 7월 27일  | 오이타현 오이타시       | 시립세키덴중학                   | 165      | Emi              | 여역 | 2019년   |                          |
| 오토하네 에미   | 7월 27일  | 오이타현 오이타시       | 시립세키덴중학                   | 165      | Emi              | 여역 | 2019년   |                          |
| 音咲いつき      | 6월 27일  | 카나가와현 후지사와시   | 시립고쇼미중학                   | 167      | SAI              | 남역 | 2023년   | 후에 여역 전환           |
| 오토사키 이츠키 | 6월 27일  | 카나가와현 후지사와시   | 시립고쇼미중학                   | 167      | SAI              | 남역 | 2023년   | 후에 여역 전환           |
| 夢奈瑠音        | 2월 25일  | 도쿄도 세타가야구       | 토호여자중학                     | 168      | 루네             | 남역 |          |                          |
| 유메나 루네     | 2월 25일  | 도쿄도 세타가야구       | 토호여자중학                     | 168      | 루네             | 남역 |          |                          |
| 秋音光          | 11월 23일 | 후쿠오카현 코가시       | 메이지가쿠엔고교                 | 168      | 아키모           | 남역 | 2023년   |                          |
| 아키네 히카루   | 11월 23일 | 후쿠오카현 코가시       | 메이지가쿠엔고교                 | 168      | 아키모           | 남역 | 2023년   |                          |
| 瀬戸花まり      | 12월 28일 | 토쿠시마현 묘자이군     | 토쿠시마시립고교                 | 163      | 세토하나         | 여역 | 2022년   | 숙모 세토우치 미야 (52)  |
| 세토하나 마리   | 12월 28일 | 토쿠시마현 묘자이군     | 토쿠시마시립고교                 | 163      | 세토하나         | 여역 | 2022년   | 숙모 세토우치 미야 (52)  |
| 春海ゆう        | 12월 19일 | 오사카부 오사카시       | 세이메이가쿠인고교               | 168      | 구츠             | 남역 | 2025년   |                          |
| 하루미 유우     | 12월 19일 | 오사카부 오사카시       | 세이메이가쿠인고교               | 168      | 구츠             | 남역 | 2025년   |                          |
| 咲妃みゆ        | 3월 16일  | 미야자키현 코유군       | 히나타가쿠인고교                 | 160      | 미유링           | 여역 | 2017년   |                          |
| 사키히 미유     | 3월 16일  | 미야자키현 코유군       | 히나타가쿠인고교                 | 160      | 미유링           | 여역 | 2017년   |                          |
| 蘭舞ゆう        | 9월 12일  | 야마구치현 시모노세키시 | 바이코죠가쿠인고교               | 171      | 유리에, 란마     | 남역 | 2013년   |                          |
| 란마 유우       | 9월 12일  | 야마구치현 시모노세키시 | 바이코죠가쿠인고교               | 171      | 유리에, 란마     | 남역 | 2013년   |                          |
| 更紗那知        | 6월 1일   | 사가현 사가시           | 사가여자고교                     | 162      | 리에, 나치       | 여역 | 2021년   |                          |
| 사라사 나치     | 6월 1일   | 사가현 사가시           | 사가여자고교                     | 162      | 리에, 나치       | 여역 | 2021년   |                          |
| 橘幸            | 12월 3일  | 기후현 타지미시         | 나고야여자대학고교               | 167      | 메-코            | 남역 | 2021년   |                          |
| 타치바나 코우   | 12월 3일  | 기후현 타지미시         | 나고야여자대학고교               | 167      | 메-코            | 남역 | 2021년   |                          |
| 叶羽時          | 9월 25일  | 효고현 아시야시         | 시립세이도중학                   | 163      | 토키쨩           | 여역 | 2019년   |                          |
| 카노하 토키     | 9월 25일  | 효고현 아시야시         | 시립세이도중학                   | 163      | 토키쨩           | 여역 | 2019년   |                          |
| 紫藤りゅう      | 5월 5일   | 도쿄도 분쿄구           | 오오츠마고교                     | 174      | 루리코           | 남역 | 2023년   |                          |
| 시도 류         | 5월 5일   | 도쿄도 분쿄구           | 오오츠마고교                     | 174      | 루리코           | 남역 | 2023년   |                          |
| 綺咲愛里        | 10월 30일 | 효고현 카와니시시       | 현립다카라즈카키타고교           | 162      | 마이코츄         | 여역 | 2019년   | 동생 미사토 레이나 (104) |
| 키사키 아이리   | 10월 30일 | 효고현 카와니시시       | 현립다카라즈카키타고교           | 162      | 마이코츄         | 여역 | 2019년   | 동생 미사토 레이나 (104) |
| 蒼井美樹        | 2월 26일  | 도쿄도 세타가야구       | 도립국제고교                     | 163      | 료코, 룐         | 여역 | 2017년   |                          |
| 아오이 미키     | 2월 26일  | 도쿄도 세타가야구       | 도립국제고교                     | 163      | 료코, 룐         | 여역 | 2017년   |                          |
| 花乃まりあ      | 10월 12일 | 도쿄도 타마시           | 케이센죠가쿠엔중학               | 164      | 리오룬           | 여역 | 2017년   |                          |
| 카노 마리아     | 10월 12일 | 도쿄도 타마시           | 케이센죠가쿠엔중학               | 164      | 리오룬           | 여역 | 2017년   |                          |
| 妃華ゆきの      | 6월 26일  | 효고현 니시노미야시     | 히바리가오카가쿠엔고교           | 162      | 미도리           | 여역 |          |                          |
| 히메하나 유키노 | 6월 26일  | 효고현 니시노미야시     | 히바리가오카가쿠엔고교           | 162      | 미도리           | 여역 |          |                          |
| 茜小夏          | 9월 5일   | 도쿄도 시부야구         | 덴엔쵸후가쿠엔 고등부            | 162      | 코나츠           | 여역 | 2018년   |                          |
| 아카네 코나츠   | 9월 5일   | 도쿄도 시부야구         | 덴엔쵸후가쿠엔 고등부            | 162      | 코나츠           | 여역 | 2018년   |                          |
| 真地佑果        | 11월 22일 | 오사카부 오사카시       | 테즈카야마고교                   | 175      | 맛치, 마치, 윳칭 | 남역 | 2021년   |                          |
| 마치 유우카     | 11월 22일 | 오사카부 오사카시       | 테즈카야마고교                   | 175      | 맛치, 마치, 윳칭 | 남역 | 2021년   |                          |
| 朝月希和        | 1월 6일   | 도쿄도 세타가야구       | 쇼와여자대학부속 쇼와고교        | 163      | 히라메, 토모코   | 여역 | 2022년   |                          |
| 아사즈키 키와   | 1월 6일   | 도쿄도 세타가야구       | 쇼와여자대학부속 쇼와고교        | 163      | 히라메, 토모코   | 여역 | 2022년   |                          |
| 桜奈あい        | 4월 12일  | 오사카부 히가시오사카시 | 테즈카야마고교                   | 164      | 아이냐, 에낫치   | 여역 | 2021년   |                          |
| 사쿠라나 아이   | 4월 12일  | 오사카부 히가시오사카시 | 테즈카야마고교                   | 164      | 아이냐, 에낫치   | 여역 | 2021년   |                          |
| 美桜エリナ      | 10월 22일 | 후쿠오카현 다자이후시   | 현립하카타세이쇼고교             | 162      | 후나미, 에리나   | 여역 | 2016년   |                          |
| 미오 에리나     | 10월 22일 | 후쿠오카현 다자이후시   | 현립하카타세이쇼고교             | 162      | 후나미, 에리나   | 여역 | 2016년   |                          |
| 華蓮エミリ      | 1월 18일  | 카가와현 타카마츠시     | 노트르담세이신가쿠엔 세이신 중학 | 161      | 에미링, 에리코   | 여역 | 2021년   |                          |
| 카렌 에미리     | 1월 18일  | 카가와현 타카마츠시     | 노트르담세이신가쿠엔 세이신 중학 | 161      | 에미링, 에리코   | 여역 | 2021년   |                          |
| 白鳥ゆりや      | 8월 26일  | 효고현 니시노미야시     | 고베쇼인고교                     | 164      | 유리양           | 여역 | 2018년   |                          |
| 시라토리 유리야 | 8월 26일  | 효고현 니시노미야시     | 고베쇼인고교                     | 164      | 유리양           | 여역 | 2018년   |                          |
| 桜舞しおん      | 9월 11일  | 후쿠오카현 키타큐슈시   | 세이난죠가쿠인고교               | 169      | 오-마, 리리      | 남역 | 2018년   |                          |
| 오우마 시온     | 9월 11일  | 후쿠오카현 키타큐슈시   | 세이난죠가쿠인고교               | 169      | 오-마, 리리      | 남역 | 2018년   |                          |
| 蒼矢朋季        | 1월 8일   | 치바현 이치카와시       | 현립고쿠분고교                   | 169      | 마미-, 토모키    | 남역 | 2017년   |                          |
| 소야 토모키     | 1월 8일   | 치바현 이치카와시       | 현립고쿠분고교                   | 169      | 마미-, 토모키    | 남역 | 2017년   |                          |
| 千幸あき        | 10월 24일 | 치바현 야치요시         | 치바케이아이고교                 | 170      | 치유키           | 남역 | 2020년   |                          |
| 치유키 아키     | 10월 24일 | 치바현 야치요시         | 치바케이아이고교                 | 170      | 치유키           | 남역 | 2020년   |                          |
| 五條まりな      | 10월 30일 | 홋카이도 삿포로시       | 시립모이와중학                   | 159      | 카에             | 여역 | 2015년   |                          |
| 고죠 마리나     | 10월 30일 | 홋카이도 삿포로시       | 시립모이와중학                   | 159      | 카에             | 여역 | 2015년   |                          |
| 颯希有翔        | 9월 16일  | 사이타마현 사이타마시   | 야마와키가쿠엔중학               | 169      | 츳치-, 츳쨩      | 남역 | 2021년   |                          |
| 하야기 유우토   | 9월 16일  | 사이타마현 사이타마시   | 야마와키가쿠엔중학               | 169      | 츳치-, 츳쨩      | 남역 | 2021년   |                          |
| 夢月せら        | 7월 16일  | 미야자키현 미야자키군   | 히나타가쿠인                     | 171      | 츙, 세라         | 남역 | 2013년   |                          |
| 무츠키 세라     | 7월 16일  | 미야자키현 미야자키군   | 히나타가쿠인                     | 171      | 츙, 세라         | 남역 | 2013년   |                          |
| 拓斗れい        | 6월 7일   | 오사카부 사카이시       | 테즈카야마가쿠인중학             | 171      | 타쿠토           | 남역 | 2021년   |                          |
| 타쿠토 레이     | 6월 7일   | 오사카부 사카이시       | 테즈카야마가쿠인중학             | 171      | 타쿠토           | 남역 | 2021년   |                          |
| 里咲しぐれ      | 5월 1일   | 도쿄도 코가네이시       | 도립코가네이키타고교             | 165      | 뭇쿠             | 여역 | 2021년   |                          |
| 리사키 시구레   | 5월 1일   | 도쿄도 코가네이시       | 도립코가네이키타고교             | 165      | 뭇쿠             | 여역 | 2021년   |                          |
| 凰いぶき        | 5월 12일  | 나라현 요시노군         | 현립타카토리국제고교             | 172      | 미노             | 남역 | 2014년   |                          |
| 오우 이부키     | 5월 12일  | 나라현 요시노군         | 현립타카토리국제고교             | 172      | 미노             | 남역 | 2014년   |                          |
| 貴姿りょう      | 10월 3일  | 오이타현 오이타시       | 이와타가쿠엔 이와타중학          | 171      | 타카미나, 앗치   | 남역 | 2013년   |                          |
| 타카시나 료     | 10월 3일  | 오이타현 오이타시       | 이와타가쿠엔 이와타중학          | 171      | 타카미나, 앗치   | 남역 | 2013년   |                          |
| 朝水りょう      | 4월 19일  | 도쿄도 츄오구           | 오카야마상과대학 부속고교        | 168      | 못피-, P         | 남역 |          |                          |
| 아사미즈 료     | 4월 19일  | 도쿄도 츄오구           | 오카야마상과대학 부속고교        | 168      | 못피-, P         | 남역 |          |                          |